# Тимелія вохриста
Тиме́лія вохриста (Illadopsis fulvescens) — вид горобцеподібних птахів родини Pellorneidae. Мешкає в Західній і Центральній Африці.

## Підвиди
Виділяють шість підвидів:
- I. f. gularis Sharpe, 1870 — від південно-західного Сенегалу до південно-західної Гани;
- I. f. moloneyana (Sharpe, 1892) — від південно-східної Гани до південно-західної Нігерії;
- I. f. iboensis (Hartert, E, 1907) — від південно-східної Нігерії до південно-західного Камеруну;
- I. f. fulvescens (Cassin, 1859) — від південного Камеруну до заходу ЦАР і ДР Конго;
- I. f. ugandae (Van Someren, 1915) — від півдня ЦАР і сходу Республіки Конго до Південного Судану, заходу Кенії і Танзанії та північно-східної Анголи;
- T. f. dilutior (White, CMN, 1953) — північно-західна Ангола.

## Поширення і екологія
Вохристі тимелії живуть у вологих і сухих рівнинних тропічних лісах, в чагарникових заростях і на плантаціях.